# Josef Lehmbrock
Josef Lehmbrock (* 5. Juni 1918 in Düsseldorf; † 19. Juli 1999 ebenda) war ein deutscher Architekt, Stadtplaner, kritischer Publizist und mit Wend Fischer aktives Mitglied im Deutschen Werkbund.

## Leben
Als gelernter Schreiner studierte Josef Lehmbrock auf Empfehlung von Emil Fahrenkamp an der Düsseldorfer Kunstakademie und wandte sich nach dem Zweiten Weltkrieg als Autodidakt der Architektur zu.  Als Geschäftsführer des Düsseldorfer Architektenrings, der die Personalpolitik und Wiederaufbauplanung Düsseldorfs von Stadtbaurat Friedrich Thamms öffentlich kritisierte, löste er mit Bernhard Pfau und anderen Kollegen den Düsseldorfer Architektenstreit aus. Als Katholik setzte er sich für den modernen Kirchenbau ein und errichtete in Nordrhein-Westfalen zahlreiche Kirchen. In seinen frühen Kirchenbauten war Josef Lehmbrock stark von Rudolf Schwarz beeinflusst. Später entwickelte er freiere Grundrissformen und organisch-plastische, lichtdurchflutete Baukörper, oft in Kooperation mit dem Künstler Günter Grote. Dabei zählte der Werkstoff Beton zu seinen bevorzugten Baustoffen.
Josef Lehmbrock forschte, schrieb und stellte kritisch über den Wohnungs- und Siedlungsbaues der Nachkriegsmoderne aus. Er setzte sich für ein Abgrenzen des privaten und öffentlichen Lebens in Wohnquartieren und Städten ein. Die Neue Sammlung München zeigte 1971 als Veranstalter seine zusammen mit Wend Fischer erarbeitete Ausstellung Profitopolis oder: Der Mensch braucht eine andere Stadt und diese, zur Wanderausstellung Von Profitopoli$ zur Stadt der Menschen (Begleitbuch zur Ausstellung mit Beiträgen von Wend Fischer, Josef Lehmbrock, Vilma Sturm, Manfred H. Siebker, Hubert Hoffmann, Hans Paul Bahrdt, Dieter Oeter, Aloys Bernatzky, Gerhard Scholz und Hugo Kükelhaus) erweitert, ab 1979 im In- und Ausland. Diese Ausstellungen verdeutlichten die Widersprüche eines menschenwürdigen und -gerechten Bauens mit den allzu starken, wirtschaftlichen Einflüssen auf das Baugeschehen, stellten diese öffentlich vor und kritisch infrage.
Zusammen mit Wend Fischer war Josef Lehmbrock Herausgeber und Redakteur der Zeitschrift „bauen konkret“. Sie erschien ab 1970 fünfmal jährlich in Verbindung mit der Kartei für Bau, Raum und Gerät in der pro bau GmbH,  dann ab 1977 sporadisch mit Sonderheften zu Themenschwerpunkten wie das Heft 5 aus 1977 mit „Überlegungen und Material zu einer neuen Charta für den Städtebau auf der Grundlage der Charta von Athen“.

## Werk (Auswahl)
Zu Lehmbrocks Werken gehören unter anderem die folgenden Kirchen, von denen der Großteil zwischenzeitlich unter Denkmalschutz gestellt wurde:
- 1950–1951: St. Peter in Rommerskirchen
- 1953–1954: St. Gereon in Gereonsweiler-Linnich
- 1954–1955: St. Lambertus in Merzenich-Bürgewald
- 1956–1957: St. Reinold in Düsseldorf-Vennhausen[1]
- 1956–1958: Zum Heiligen Kreuz in Düsseldorf-Rath[8]
- 1957–1961: Christi Verklärung in Köln-Heimersdorf
- 1958–1959: St. Albertus Magnus in Leverkusen-Waldsiedlung[9]
- 1963–1964: St. Mariä Himmelfahrt in Düsseldorf-Unterbach
- 1963–1966: St. Suitbert in Essen-Überruhr[10]
- 1965–1967: St. Ludger in Moers-Kapellen
- 1966–1968: St. Pius X in Krefeld-Gartenstadt
- 1967–1968: Zum Heiligen Kreuz in Leverkusen-Rheindorf

Er errichtete auch Profanbauten, wie das Haus Feldstraße 34/36 in den Jahren 1950 bis 1954, an dessen Gestaltung Mitglieder der Düsseldorfer Kunstakademie mitwirkten und wo Lehmbrock sein Atelier einrichtete, sowie eine Siedlung in Ludwigshafen-Edigheim. In der Interbau Berlin errichtete er ein Zweigeschosseinfamilienhaus.

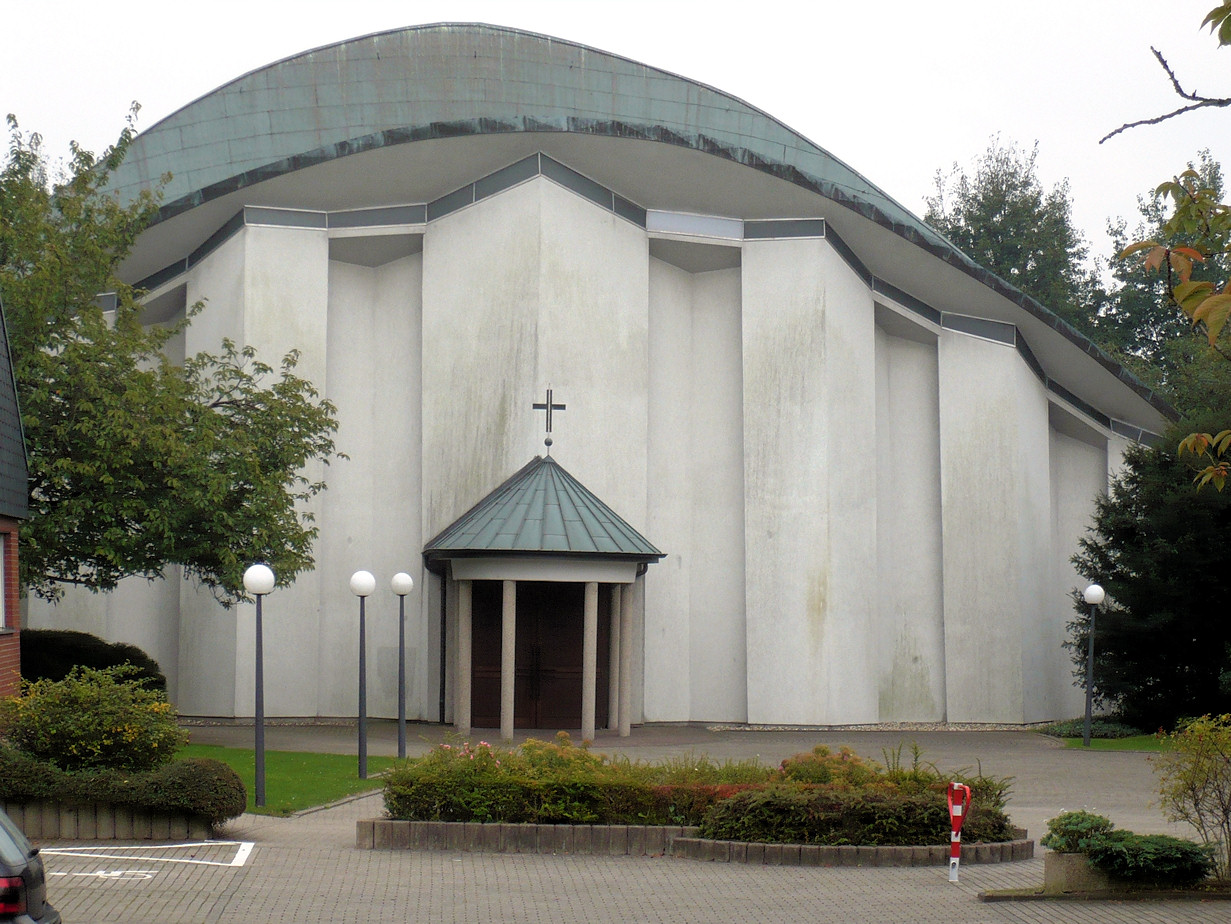
St.  Suitbeg in Essen-Überruhr
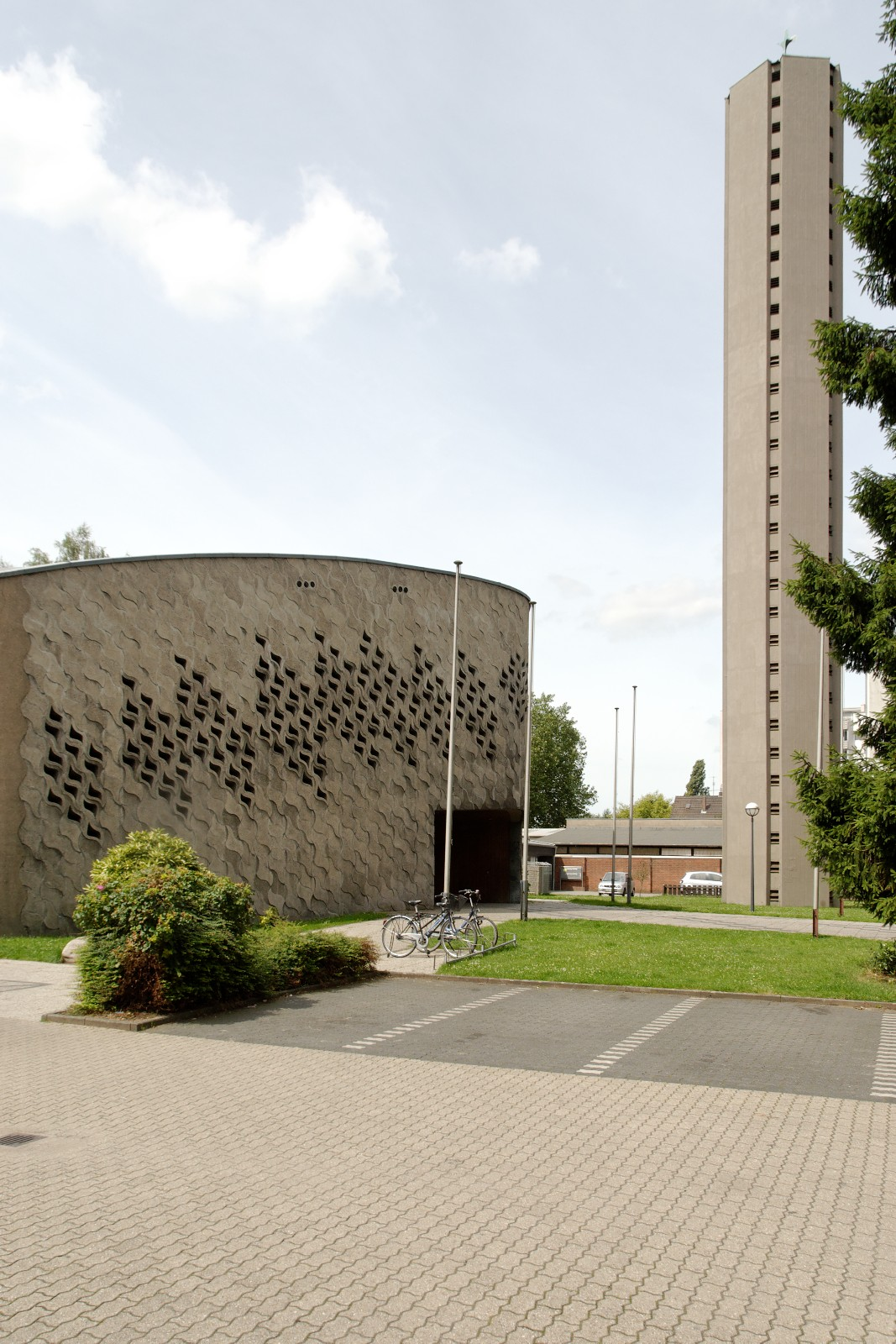
Zum Heiligen Kreuz in Leverkusen-Rheindorf
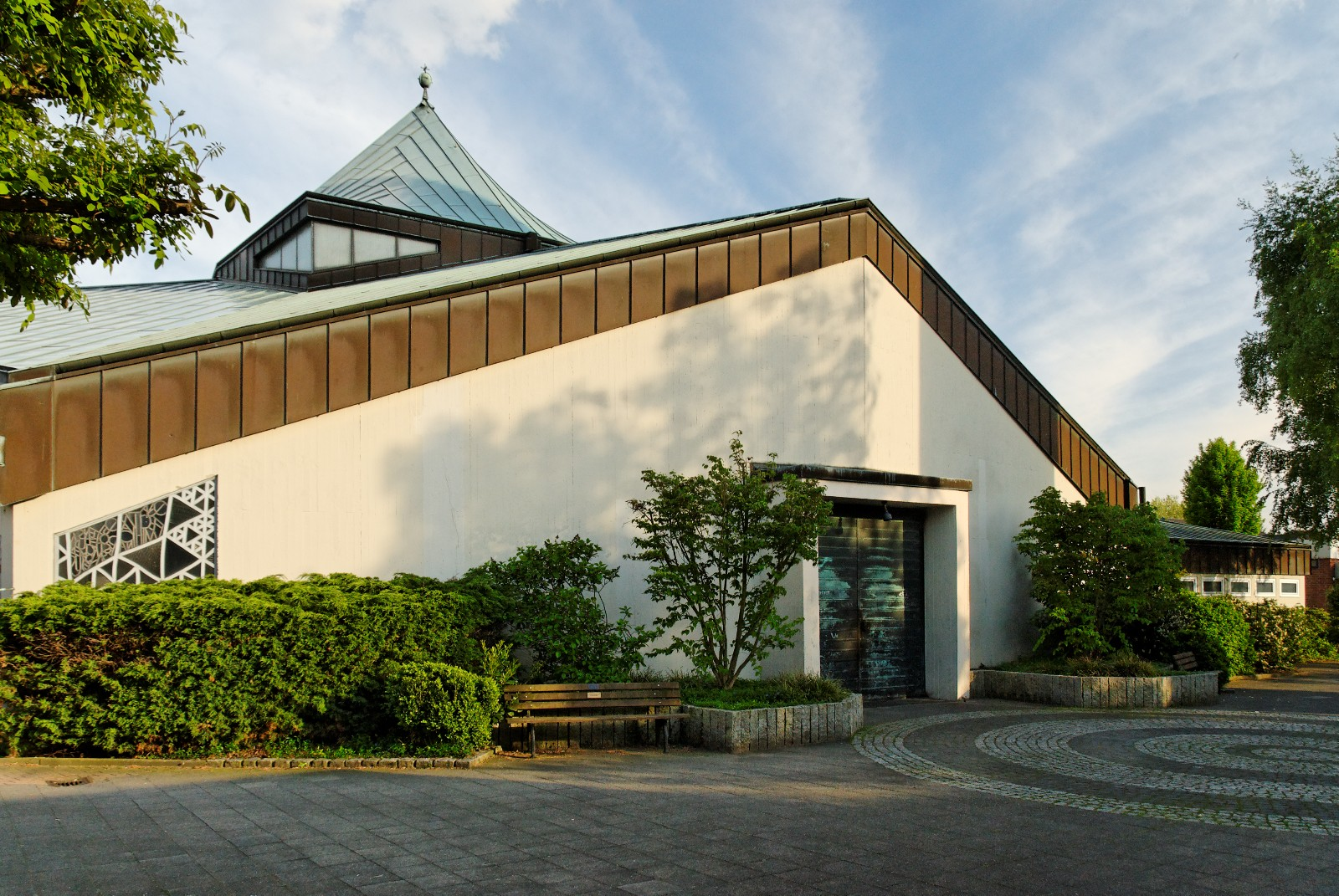
St. Mariae Himmelfahrt in Düsseldorf-Unterbach
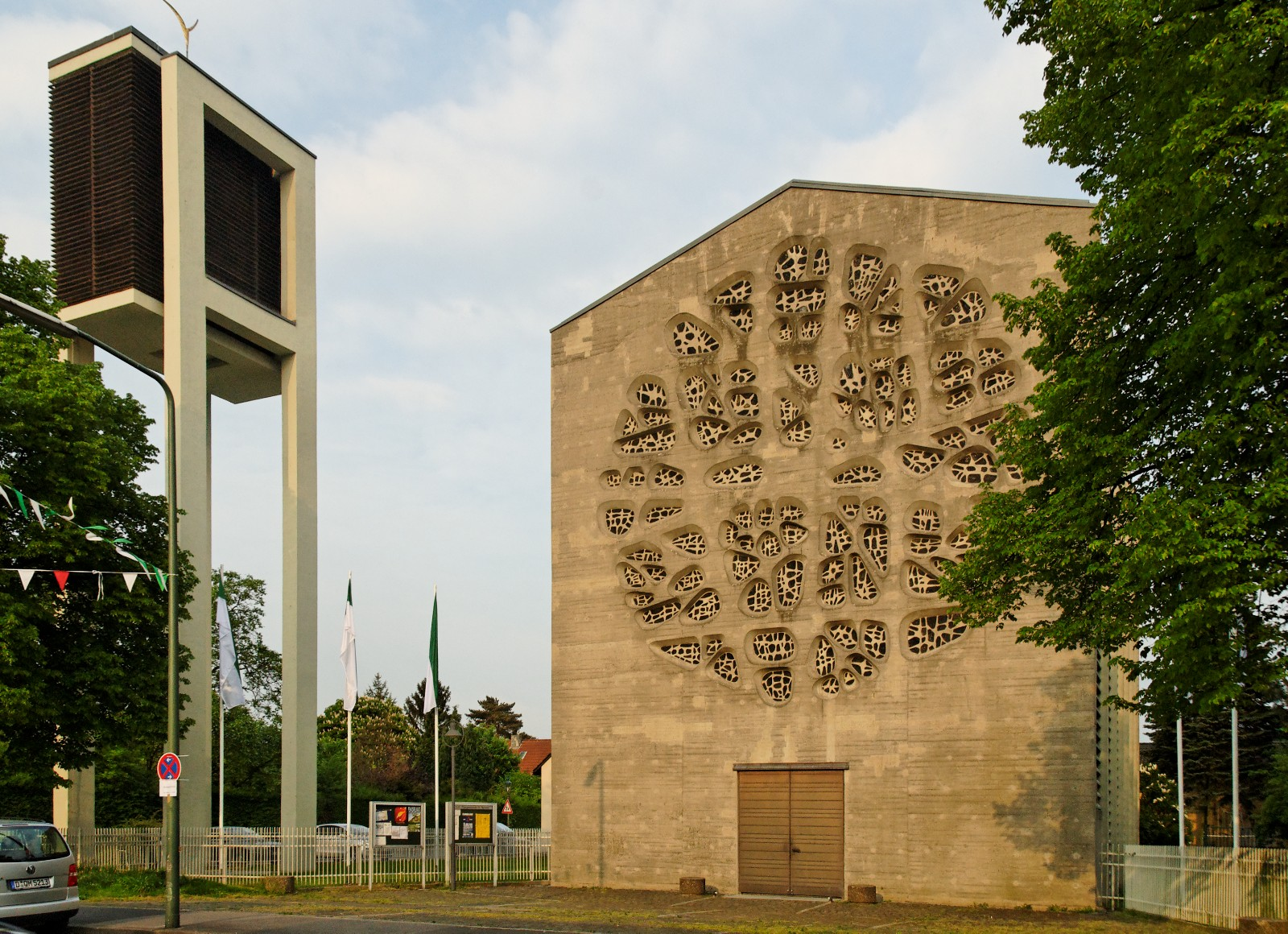
St. Reinold in Düsseldorf
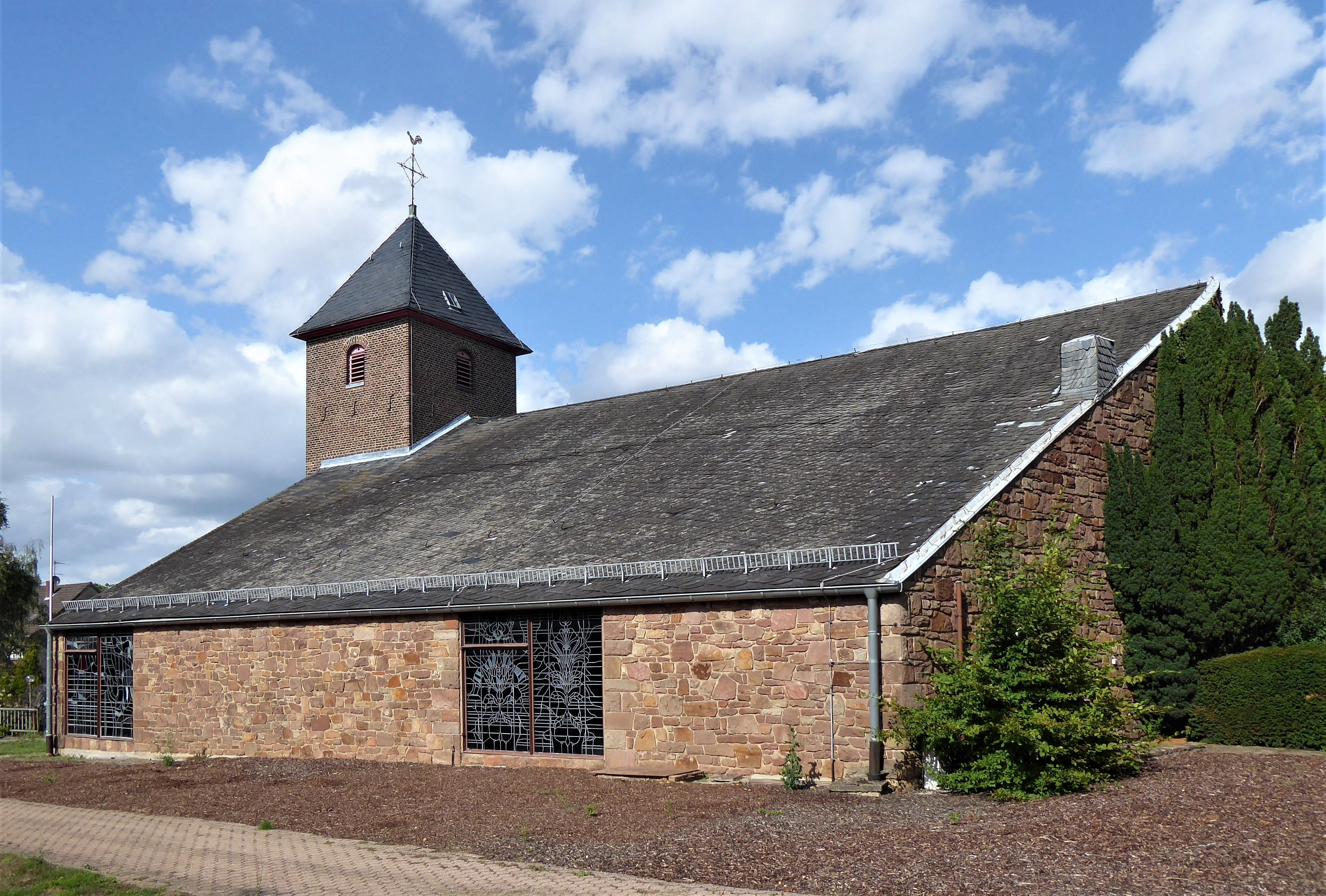
St. Lambertus in Morschenich (Wiederaufbau)
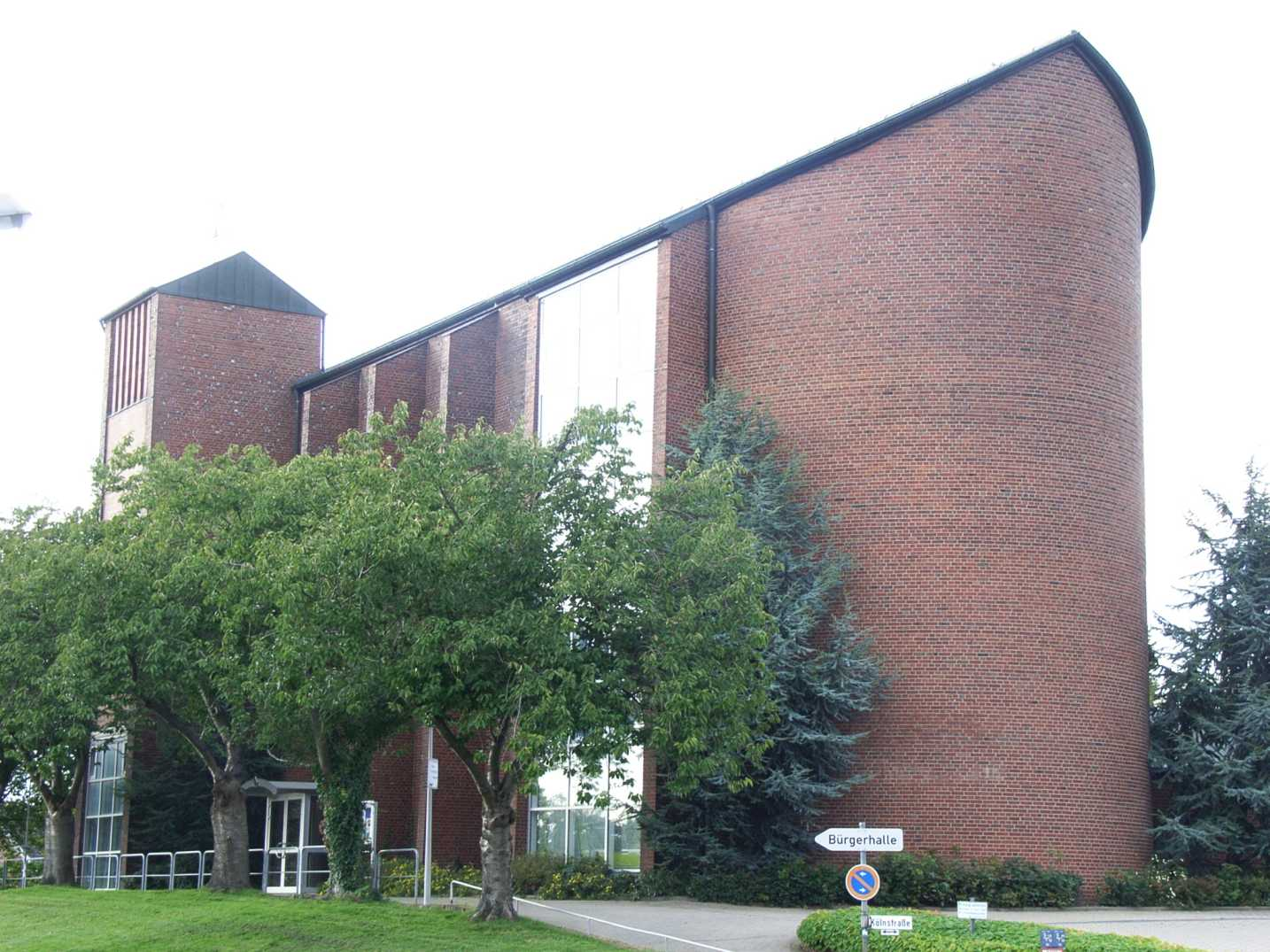
St. Gereon in Gereonsweiler (Wiederaufbau)
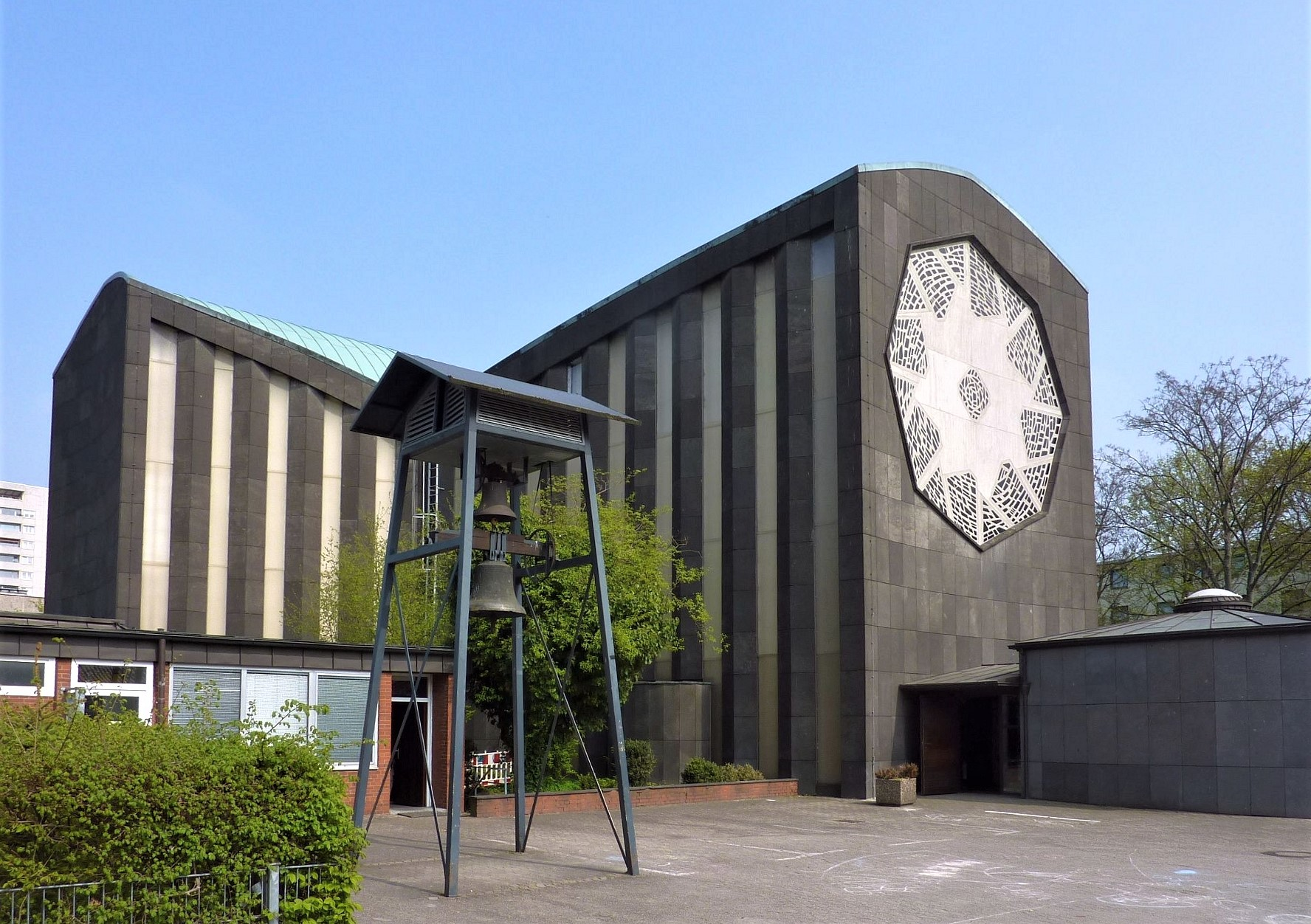
Christi Verklärung in Köln-Heimersdorf
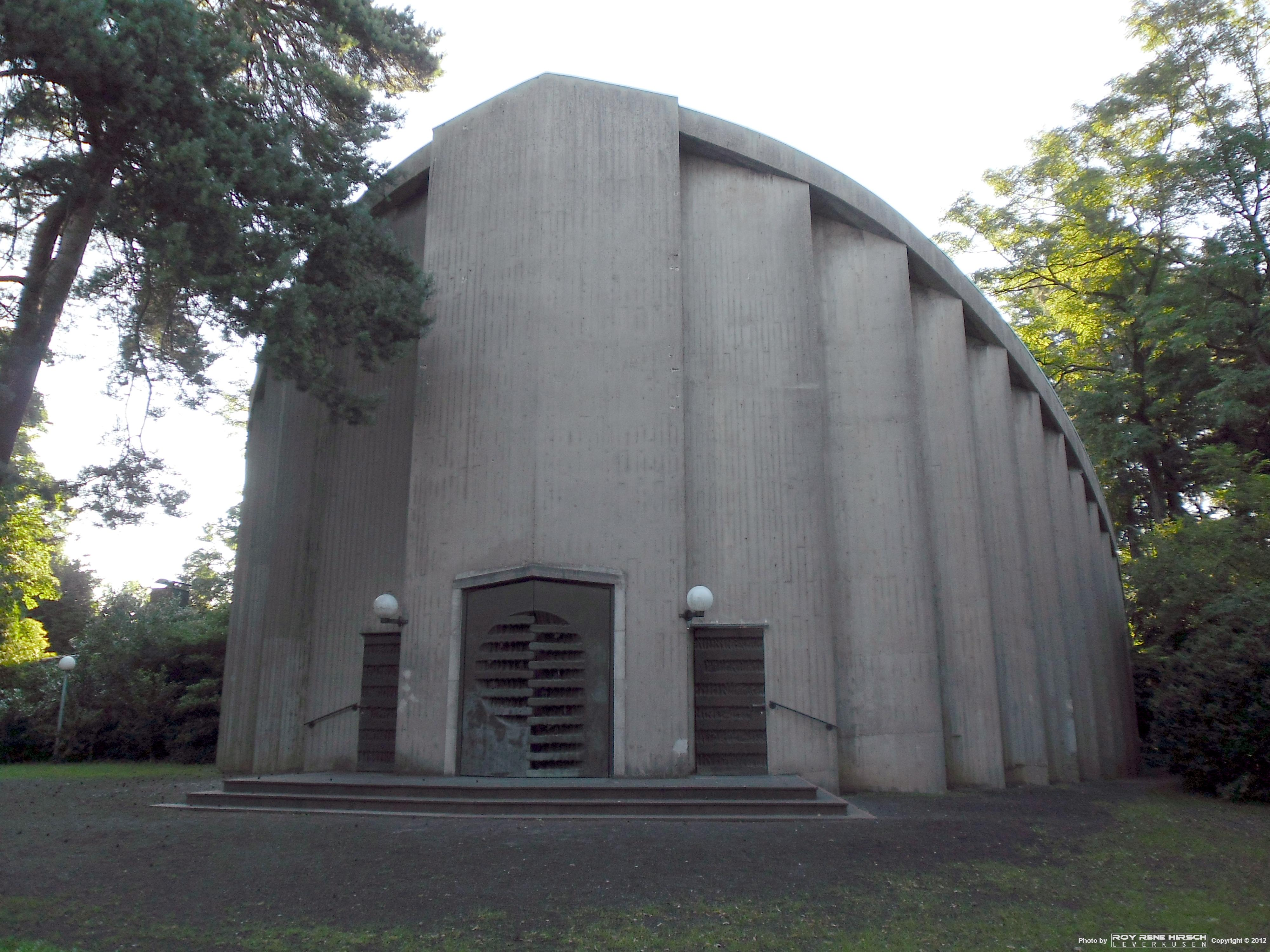
St. Albertus Magnus in Leverkusen-Waldsiedlung (Schlebusch)
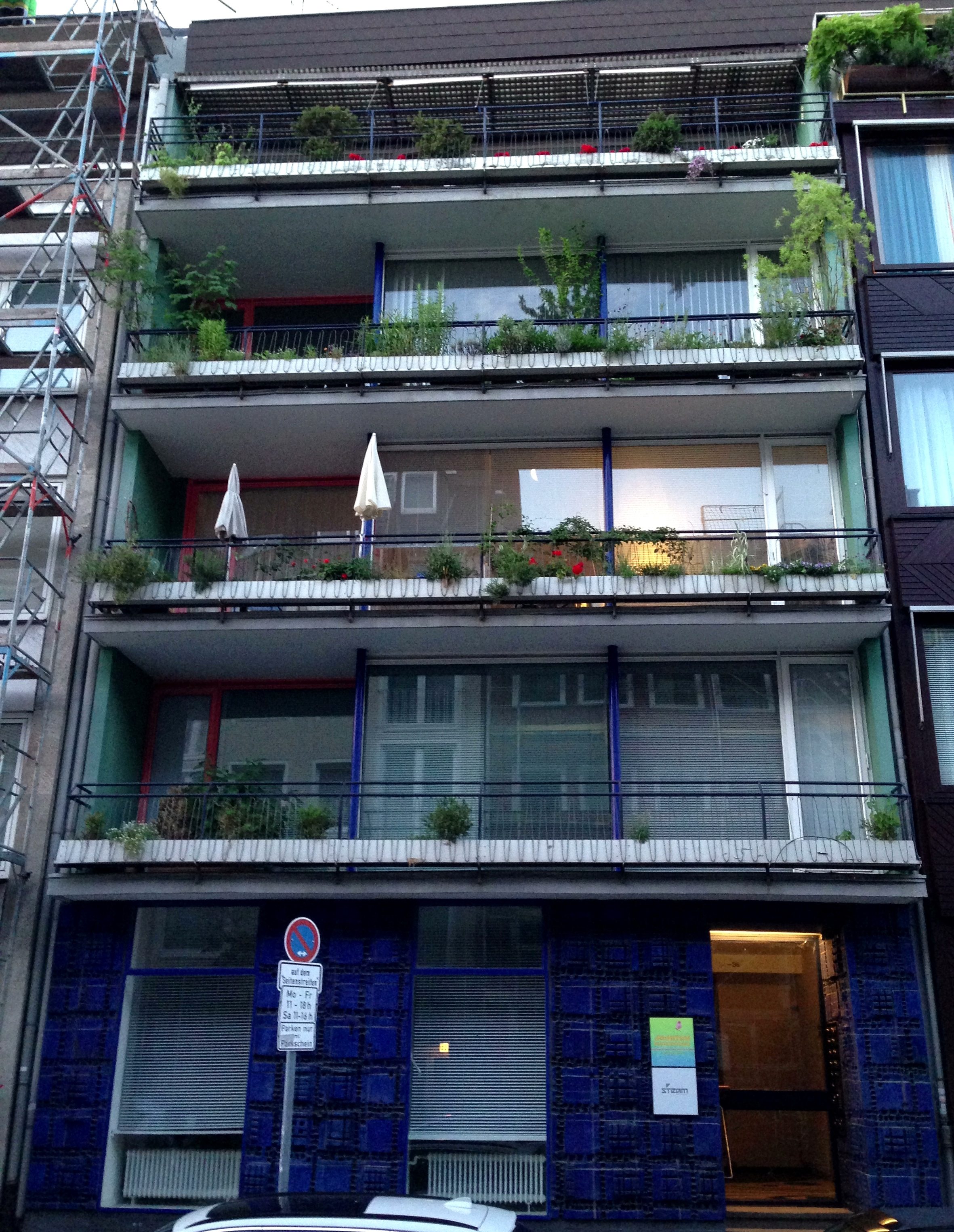
Wohnhaus Feldstr.34 in Düsseldorf
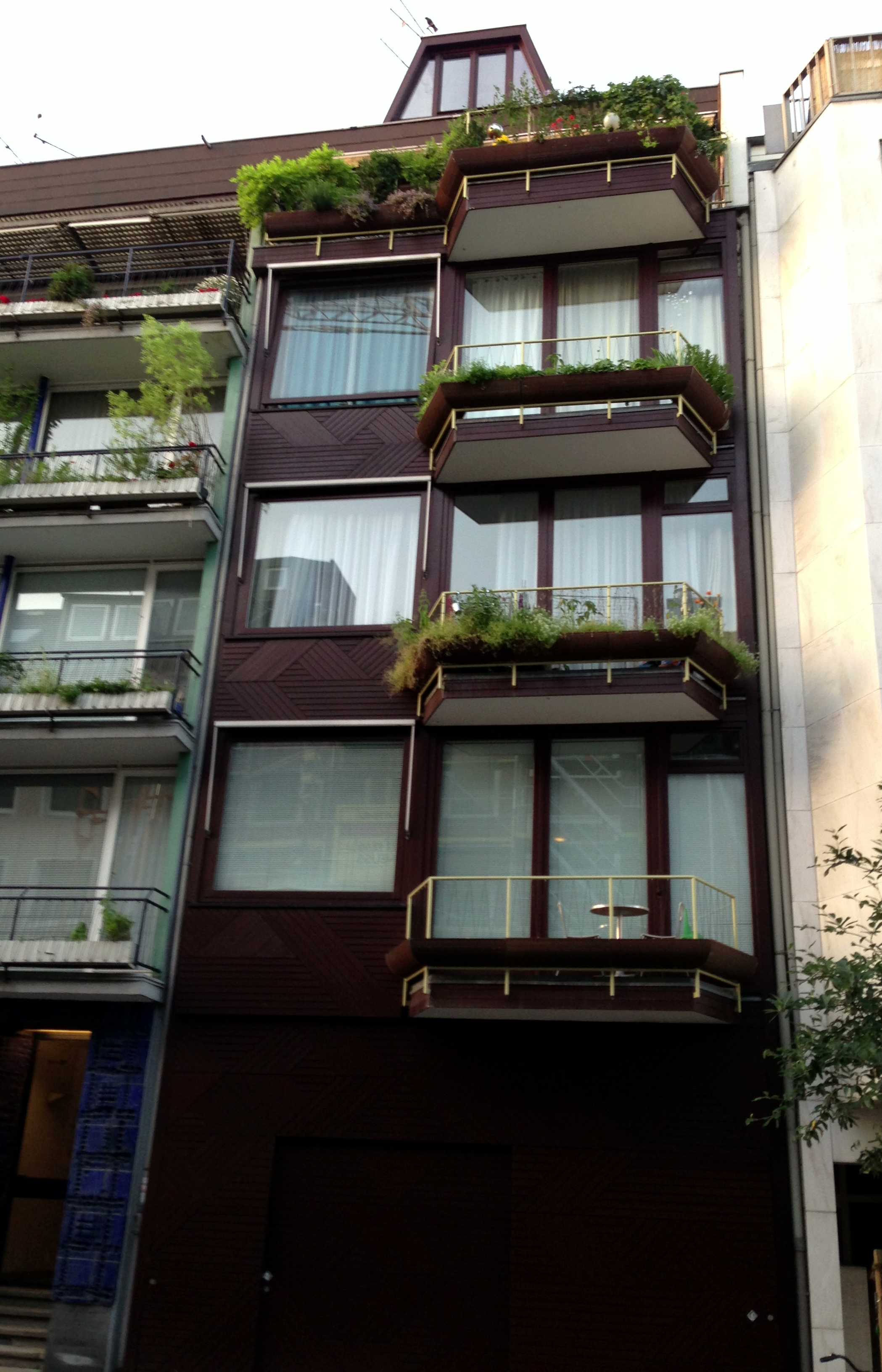
Wohnhaus Feldstr. 36 in Düsseldorf
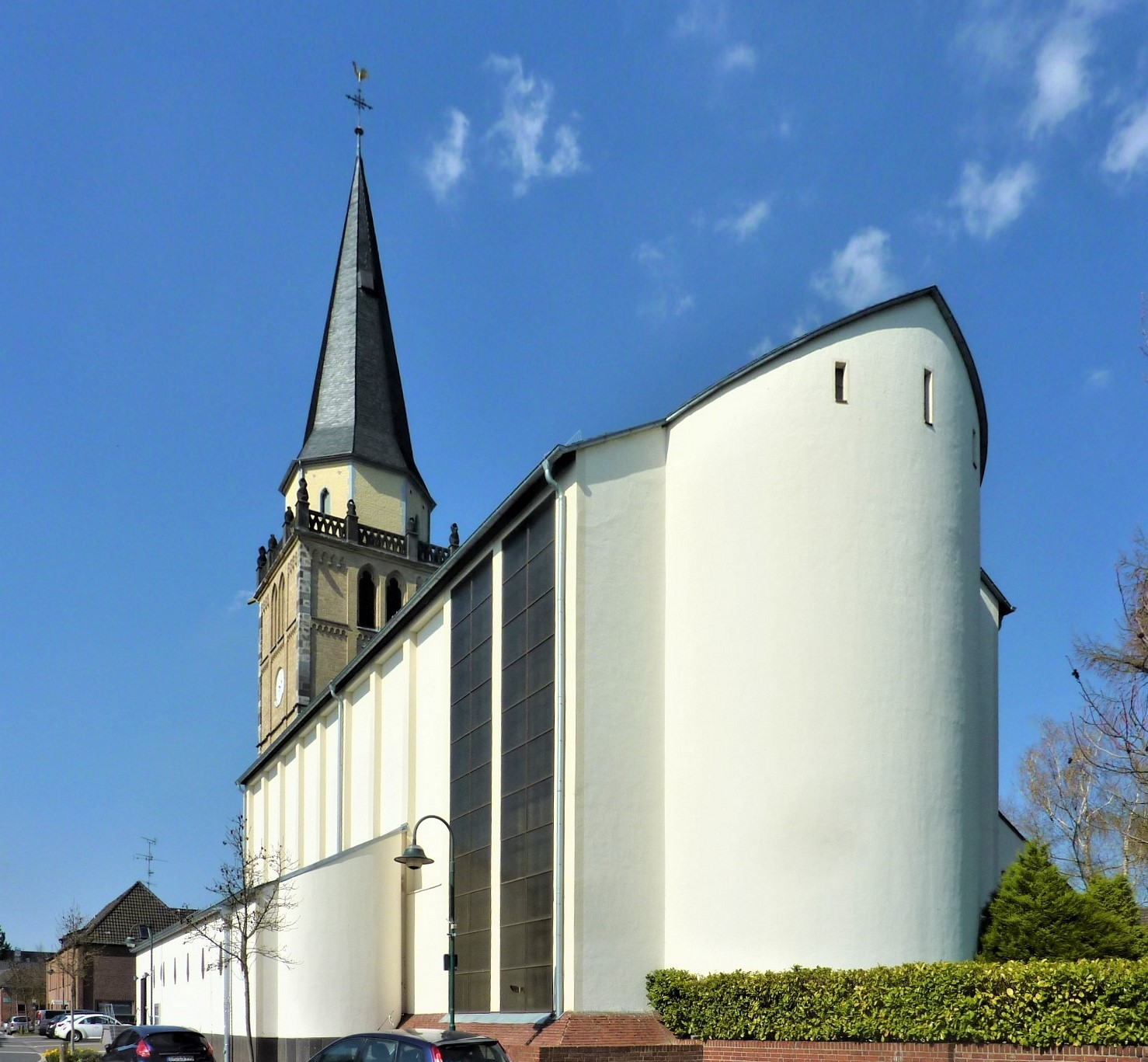
St. Peter in Rommerskirchen

## Zitat
„Der Architekt bestimmt nicht die Form, er ist lediglich der Geburtshelfer für das Entstehen derjenigen Form, die sich aus den Bedingungen der jeweiligen Zeit ergibt. (...) Der Traum von der ‘großen Form’ muss deshalb scheitern, weil die Macht, die solche Realisationen ermöglicht, nicht legitim ist.“